# Yohanan Levy
Yohanan Levy, (en hebreo: יוחנן לוי‎), nacido como Johannes "Hans" Lewy (Berlín, Imperio alemán, 21 de marzo de 1901-Jerusalén, Mandato británico de Palestina, 22 de julio de 1945), fue un filólogo clásico israelí.

## Biografía
Yohanan Levy nació en 1901 en Berlín, Alemania, y desde su temprana juventud se interesó por la historia judía y los estudios judaicos, así como por la cultura clásica del mundo griego y romano en la antigüedad, lo que se convirtió en el centro de sus estudios académicos. Levy participó activamente en el Movimiento Juvenil Sionista. Se doctoró en 1926 en la Universidad de Berlín, donde estudió con Werner Jaeger, Eduard Norden, Eduard Mayer y Ulrich von Wilamowitz-Moellendorff, entre otros.
Paralelamente a sus estudios universitarios también estudió en la Academia de Ciencias del Judaísmo en Berlín. En 1929 fue enviado por la Academia Prusiana de las Ciencias a Italia, Oriente Medio y Armenia para estudiar manuscritos de Filón de Alejandría; en ese momento había un proyecto para publicar las obras de Filón con una traducción al alemán. En 1933 se propuso dedicarse a la enseñanza privada en Berlín, pero no consiguió trabajo en esta área. Estuvo brevemente en el Gymnasium Judío de Berlín.
Levi fue sionista desde su temprana juventud, y en 1934, después de que los nazis tomaron el poder, emigró a Eretz Israel, donde fue uno de los fundadores de los clásicos latinos en la Universidad Hebrea, junto a Victor Tcherikover y Moshe Schwabe.
Durante su carrera, se especializó en el judaísmo helenístico y específicamente de Filón de Alejandría. Publicó póstumamente un libro sobre los oráculos caldeos.
En la década de 1930, comenzó una colección de todos los textos griegos y latinos precristianos sobre el judaísmo, que luego continuó Menájem Stern (Autores griegos y latinos sobre judíos y judaísmo. Jerusalén 1976 a 1984).
En 1957 recibió a título póstumo el Premio Israel.

## Publicaciones (selección)
- ΜΕΘΗ ΝΗΦΑΔΙΟΣ [Sobria ebrietas]. Investigaciones sobre la historia del misticismo antiguo. Disertación Berlín 1929.
  - impreso Sobria ebrietas. Investigaciones sobre la historia del misticismo antiguo (= Suplementos del Journal for New Testament Science 9). Toepelmann, Giessen 1929.
- Filón de Alejandría: De los poderes de Dios. Una representación contemporánea de la persecución de los judíos bajo el emperador Calígula. Berlín 1935 (copia digital).
- (ed.): Philo, Escritos filosóficos. Oxford 1946 (con la biografía de Lewy de Max Schwabe)
- Oráculos caldeos y teúrgia. Misticismo, Magia y Platonismo en el Bajo Imperio Romano. El Cairo 1956; 3. Edition, Institut d'Études Augustiniennes, París 2011, ISBN 978-2-85121-243-6 (publicado después de la muerte del autor; con suplemento Les Oracles chaldaïques 1891–2011)
- Olamot Nifgashim, Los mundos se encuentran, Estudios sobre el helenismo judío. Jerusalén 1960

## Literatura
- Max Schwabe, J. Gutmann (eds.): Séfer Yohanan Lewy. Jerusalén 1949.
- Lewy, Yoḥanan Hans, en: Werner Röder; Herbert A. Strauss (ed.): Diccionario biográfico internacional de emigrados centroeuropeos 1933–1945. Volumen 2.2. Munich: Saur, 1983 ISBN 3-598-10089-2, págs. 723 y siguientes.
- Lewy, Yohanan Hans, en: Joseph Walk (ed.): Breves biografías sobre la historia de los judíos 1918-1945. Munich: Saur, 1988, ISBN 3-598-10477-4, p. 233 (una segunda entrada errónea bajo Levy, Hans Jochanan en p. 227f.)